# Przecznica (wyrobisko)
Przecznica – poziome wyrobisko korytarzowe wykonane w skale płonnej, łączące szyb z pokładami lub pokłady w poprzek ich rozciągłości
- przecznica oddziałowa – łączy pokłady jednego oddziału kopalnianego
- przecznica odstawowa – służy do odstawy urobku
- przecznica polowa – łączy przekop kierunkowy z pokładami pola eksploatacyjnego
- przecznica poziomowa – udostępnia pokłady danego poziomu